# Cicciarello
Cicciarello è il nome con cui è conosciuto in lingua ligure il cicerello e, per estensione, il piatto tradizionale a base di questo pesce.

## Ricetta
Nella gastronomia locale i "cicciarelli" vengono consumati dopo essere stati leggermente essiccati al sole, fritti interi, marinati con aceto e sale (un carpione) e conservati nelle tradizionali arbanelle.
Il più grande centro di preparazione della pietanza è la cittadina rivierasca di Noli dove i cicciarelli (che in realtà localmente sono conosciuti anche come lussi o lussotti) hanno ottenuto il riconoscimento di "Presidio di Slow Food".

## La pesca tradizionale
Il cicerello (Gymnammodytes cicerelus) è una specie di pesce azzurro che raggiunge una lunghezza massima di circa 15 centimetri. Si riunisce in banchi molto numerosi in prossimità delle coste sabbiose e costituisce una facile preda per pesci carnivori e uccelli acquatici.
La pesca del cicciarello, del tutto costiera, è a strascico e tradizionalmente si esegue con la sciabica, rete antichissima la cui origine è probabilmente araba. La messa in opera della rete avviene fissando una delle due estremità a riva e facendo descrivere all'altro capo un ampio semicerchio in mare attraverso una barca, fino a riportarlo a riva tracciando una "U". Alla fine i pescatori recuperano la rete tirandola dalla spiaggia e trascinando così i pesci rimasti intrappolati.